# Muzyka i słowa Stanisław Soyka
Muzyka i słowa Stanisław Soyka (lub po prostu Muzyka i słowa) – studyjny album autorski Stanisława Soyki wydany 1 lutego 2019 przez Universal Music Polska. Promocję płyty rozpoczęto od singla „Ławeczka – bajeczka”. Nominacja do Fryderyka 2020 w kategorii Album Roku Pop Alternatywny.

## Lista utworów
| 1.  | „Przyszedł czas na zmiany” | 3:31  |
|     |                            |       |
| 2.  | „Ławeczka – bajeczka”      | 3:21  |
|     |                            |       |
| 3.  | „Zależy mi”                | 3:56  |
|     |                            |       |
| 4.  | „Mamulu, Tatulu”           | 3:25  |
|     |                            |       |
| 5.  | „Lubię wracać do Warszawy” | 3:17  |
|     |                            |       |
| 6.  | „Nie ma ich”               | 2:50  |
|     |                            |       |
| 7.  | „Ciszy nie unikaj”         | 3:44  |
|     |                            |       |
| 8.  | „W Piotrowym mateczniku”   | 3:06  |
|     |                            |       |
| 9.  | „Tango pozostało”          | 3:29  |
|     |                            |       |
| 10. | „I już i tyle”             | 4:55  |
|     |                            |       |
| 11. | „Wielka rzeka”             | 3:08  |
|     |                            |       |
|     |                            | 38:42 |
|     |                            |       |

## Twórcy
Źródło:.
- Stanisław Soyka – śpiew, gitara, pianino (11)
- Tomasz Jaśkiewicz – gitara elektryczna
- Przemek Greger – gitara elektryczna
- Antoni „Ziut” Gralak – trąbka
- Aleksander Korecki – saksofon altowy
- Antek Sojka – instr. klawiszowe
- Marcin Lamch – gitara basowa, kontrabas
- Kuba Sojka – perkusja, instr. perkusyjne
- Zbigniew „Uhuru” Brysiak – instr. perkusyjne